# Салом, Луис
Луис Хайме Салом Оррак (исп. Luis Jaime Salom Horrach, кат. Lluís Jaume Salom i Horrach; 7 августа 1991, Пальма-де-Мальорка, Балеарские острова, Испания — 3 июня 2016, Барселона, Испания) — испанский мотогонщик, серебряный (2012) и бронзовый (2013) призёр чемпионата мира по шоссейно-кольцевым мотогонкам в классе Moto3.

## Ранняя карьера
Салом начал участвовать в соревнованиях в восемь лет, став победителем чемпионата Балеарских островов по супермото. В 2005 году он перешёл в класс 125 см³, одержал две победы подряд в чемпионате Балеарских островов, прежде чем перейти в чемпионат Испании по мотогонкам в 2007 году.
В своём первом полном сезоне в национальном чемпионате Салом занял седьмое место с одним подиумом в Каталуния-Монтмело. В Red Bull Rookies Cup он занял четвёртое место с победой в Ассене и вторым местом в Хересе. Следующий сезон Салом начал с 4 побед в 5 этапах и опередил Джей-Ди Бича на 13 очков, но по результатам сезона пропустил его и занял второе место с отставанием на 4 очка из-за сходов в Заксенринге и Брно. В чемпионате Испании Салом также занял второе место после Эфрена Васкеса.

## 125cc и Moto3

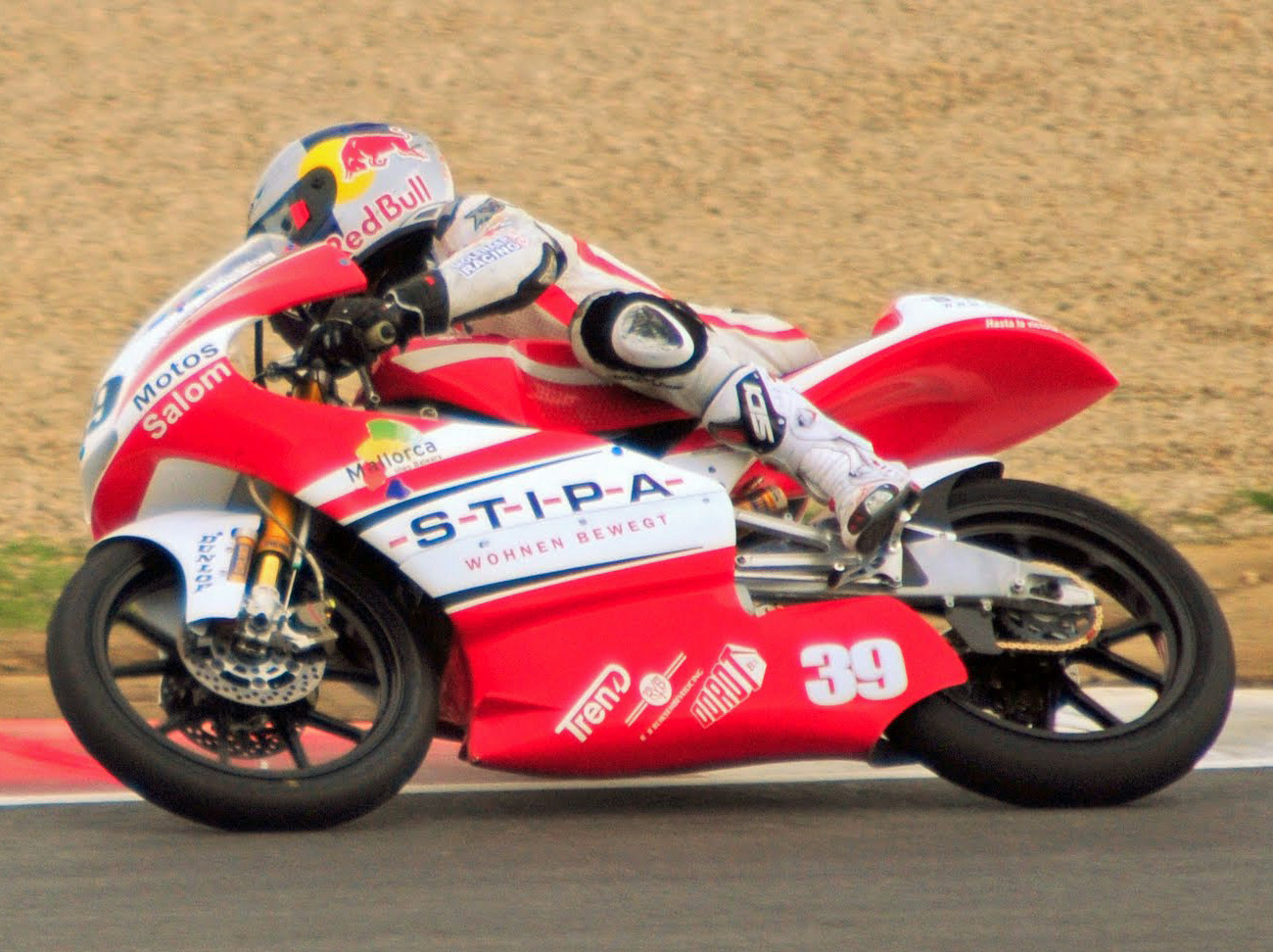
Луис Салом в Сильверстоуне. 2010 год

Салом дебютировал в мотогонках гран-при на Мото Гран-при Испании, получив уайлд-кард, затем провёл ещё одну гонку по уайлд-кард, после чего стал выступать на регулярной основе в команде WRB, заменив Симоне Корси. В 12 гонках за Aprilia Салом набрал 21 очко, лучшим результатом стало 6-е место в Донингтоне.
Следующий сезон Салом начала в составе Lambretta, однако после двух этапов, завоевав всего одно очко, перешёл в Stipa-Molenaar Racing, где и продолжил выступление до конца сезона, завоевав ещё 71 очко, 9 раз финишировав в первой десятке и заняв по итогам сезона 12-е место.
Свою первую победу Салом одержал  в 2012 году в Индианаполисе опередив на финальном круге Сандро Кортезе и Маверика Виньялеса. Следующую победу он одержал в Арагоне. По итогам сезона Салом занял второе место, уступив только Кортезе.
В следующем году уже в составе Red Bull KTM Ajo Салом лидировал большую часть сезона. Однако в Мотеги он попал в аварию и сошёл, дав возможность Алексу Ринсу и Маверику Виньялесу навязать борьбу. В заключительной гонке сезона в Валенсии Салом снова попал в аварию и окончательно выбыл из борьбы за победу в чемпионате, финишировав 14-м в гонке и 3-м в сезоне. Титул же достался Виньялесу.

## Moto2
Салом заключил контракт с командой Pons Racing на 2014-2015 год. Его напарником стал бывший соперник в борьбе за чемпионский титул Виньялес. В двух первых гонках сезона Салом набрал 2 очка. А на Мото Гран-при Каталонии его после падения с мотоцикла едва не сбил Йонас Фольгер и оба они сошли с дистанции. 
Перед началом сезона 2016 года Салом перешёл в команду SAG Racing Team и стал напарником Йеско Раффина. В дебютной гонке сезона, Мото Гран-при Катара Салом завоевал свой первый подиум в составе новой команды, финишировав вторым.

## Смерть
Фатальный инцидент произошёл на 20-й минуте свободной практики перед Мото Гран-при Каталонии. В 12-м повороте Салом потерял управление, по прямой пересёк трассу и вылетел в асфальтовую ловушку. Хотя он смог отделиться от мотоцикла, но это его не спасло: Салом врезался в мотоцикл, уже столкнувшийся до этого с надувным барьером airfence. Прибывшие на место аварии врачи констатировали остановку сердца и начали реанимационные мероприятия. От эвакуации в госпиталь при помощи вертолёта пришлось отказаться, и попытки оживить Салома продолжались уже в реанимобиле по пути в госпиталь, где был проведён прямой массаж сердца. Однако все меры оказались безуспешны и через 58 минут после аварии была констатирована смерть.
По результатам расследования, проведённого командой, причиной аварии стало случайное нажатие Саломом ручки тормоза, когда мотоцикл подпрыгнул на кочке. Это привело к складыванию передней вилки и опрокидыванию мотоцикла. Однако расследование, проведённое FIM и MotoGP, пришло к другим выводам: Салом, предположительно оглянувшись назад, отклонился от траектории и, пытаясь исправить ситуацию, слишком сильно нажал на ручку тормоза и потерял управление, наехав на поребрик.
По просьбе родственников  Салома соревнование было продолжено. Оставшиеся заезды на Мото Гран-при Каталонии были проведены уже на конфигурации трассы, использовавшейся до этого для гонок Формулы-1.
По окончании сезона номер 39, под которым выступал Салом, был изъят из обращения в Moto2.

## Статистика выступлений

### По сезонам
| Сезон | Класс | Производитель | Команда                    | Номер | Гонок | Побед | Подиумов | Поулов | Быстрых кругов | Очков | Место |
| ----- | ----- | ------------- | -------------------------- | ----- | ----- | ----- | -------- | ------ | -------------- | ----- | ----- |
| 2009  | 125cc | Honda         | SAG-Castrol                | 39    | 12    | 0     | 0        | 0      | 0              | 21    | 22-й  |
| 2009  | 125cc | Aprilia       | Jack & Jones Team          | 39    | 12    | 0     | 0        | 0      | 0              | 21    | 22-й  |
| 2010  | 125cc | Lambretta     | Lambretta Reparto Corse    | 39    | 16    | 0     | 0        | 0      | 0              | 72    | 12-й  |
| 2010  | 125cc | Aprilia       | Stipa — Molenaar Racing GP | 39    | 16    | 0     | 0        | 0      | 0              | 72    | 12-й  |
| 2011  | 125cc | Aprilia       | RW Racing GP               | 39    | 15    | 0     | 2        | 0      | 0              | 116   | 8-й   |
| 2012  | Moto3 | Kalex KTM     | RW Racing GP               | 39    | 17    | 2     | 8        | 0      | 1              | 214   | 2-й   |
| 2013  | Moto3 | KTM           | Red Bull KTM Ajo           | 39    | 17    | 7     | 12       | 4      | 5              | 302   | 3-й   |
| 2014  | Moto2 | Kalex         | Paginas Amarillas HP 40    | 39    | 18    | 0     | 2        | 0      | 1              | 85    | 8-й   |
| 2015  | Moto2 | Kalex         | Paginas Amarillas HP 40    | 39    | 17    | 0     | 0        | 0      | 0              | 80    | 13-й  |
| 2016  | Moto2 | Kalex         | SAG Team                   | 39    | 6     | 0     | 1        | 0      | 0              | 37    | 19-й  |
| Всего |       |               |                            |       | 118   | 9     | 25       | 4      | 7              | 927   |       |

### Результаты гонок
| Легенда к таблице |                                                 |
| --- | ----------------------------------------------- |
| В таблице перечислены результаты всех Гран-при чемпионата мира, во всех классах, в которых принимал участие гонщик. Строками таблицы являются сезоны, столбцами все гонки Гран-при чемпионата мира, производитель мотоциклов и команда. В клетках указаны сокращённое название Гран-при и результат, клетка дополнительно обозначена цветом. Расшифровка обозначений и цветов представлена в нижеследующей таблице. |                                                 |
| \| Пример \| Описание \| \| ------------ \| ----------------------------------------------- \| \| 1 \| Победитель \| \| 2 \| Второе место \| \| 3 \| Третье место \| \| \| Финишировал в очковой зоне \| \| \| Финишировал вне очковой зоны \| \| НКЛ \| Не классифицирован \| \| Сход \| Не финишировал \| \| НКВ \| Не прошёл квалификацию \| \| НПКВ \| Не прошёл предварительную квалификацию \| \| ДСК \| Дисквалифицирован \| \| ИСК \| Исключён из протокола соревнований \| \| НС \| Не стартовал в гонке \| \| Т \| Травмирован или болен \| \| ОТК \| Отказ от участия \| \| НТР \| Прибыл на соревнования, но на трассу не выезжал \| \| НПР \| Не прибыл к началу соревнований \| \| НД \| Недопущен до старта \| \| О \| Гонка отменена \| \| \| Не участвовал \| \| Поул-позиция \| \| \| Быстрый круг \| \| |                                                 |
| Пример | Описание                                        |
| 1 | Победитель                                      |
| 2 | Второе место                                    |
| 3 | Третье место                                    |
| | Финишировал в очковой зоне                      |
| | Финишировал вне очковой зоны                    |
| НКЛ | Не классифицирован                              |
| Сход | Не финишировал                                  |
| НКВ | Не прошёл квалификацию                          |
| НПКВ | Не прошёл предварительную квалификацию          |
| ДСК | Дисквалифицирован                               |
| ИСК | Исключён из протокола соревнований              |
| НС | Не стартовал в гонке                            |
| Т | Травмирован или болен                           |
| ОТК | Отказ от участия                                |
| НТР | Прибыл на соревнования, но на трассу не выезжал |
| НПР | Не прибыл к началу соревнований                 |
| НД | Недопущен до старта                             |
| О | Гонка отменена                                  |
| | Не участвовал                                   |
| Поул-позиция |                                                 |
| Быстрый круг |                                                 |

| Год  | Класс | Мотоцикл  | 1        | 2        | 3      | 4        | 5        | 6        | 7        | 8        | 9        | 10       | 11       | 12       | 13     | 14       | 15       | 16       | 17     | 18    | Место | Очков |
| ---- | ----- | --------- | -------- | -------- | ------ | -------- | -------- | -------- | -------- | -------- | -------- | -------- | -------- | -------- | ------ | -------- | -------- | -------- | ------ | ----- | ----- | ----- |
| 2009 | 125cc | Honda     | QAT      | JPN      | SPA 23 | FRA      | ITA      | CAT Сход |          |          |          |          |          |          |        |          |          |          |        |       | 22-й  | 21    |
| 2009 | 125cc | Aprilia   |          |          |        |          |          |          | NED 16   | GER 13   | GBR 6    | CZE Сход | IND 13   | RSM 21   | POR 15 | AUS 19   | MAL 15   | VAL 13   |        |       | 22-й  | 21    |
| 2010 | 125cc | Lambretta | QAT Сход | SPA 15   |        |          |          |          |          |          |          |          |          |          |        |          |          |          |        |       | 12-й  | 72    |
| 2010 | 125cc | Aprilia   |          |          | FRA 10 | ITA НС   | GBR Сход | NED 8    | CAT Сход | GER Сход | CZE 10   | IND 12   | RSM Сход | ARA 10   | JPN 8  | MAL 8    | AUS 8    | POR 5    | VAL 10 |       | 12-й  | 72    |
| 2011 | 125cc | Aprilia   | QAT 8    | SPA Сход | POR 8  | FRA 10   | CAT Сход | GBR 4    | NED 2    | ITA 6    | GER 5    | CZE НС   | IND      | RSM Сход | ARA 5  | JPN 23   | AUS 2    | MAL Сход | VAL 7  |       | 8-й   | 116   |
| 2012 | Moto3 | Kalex KTM | QAT 4    | SPA 2    | POR 3  | FRA Сход | CAT 10   | GBR 2    | NED 4    | GER 3    | ITA Сход | IND 1    | CZE 2    | RSM 2    | ARA 1  | JPN Сход | MAL 4    | AUS 15   | VAL 10 |       | 2-й   | 214   |
| 2013 | Moto3 | KTM       | QAT 1    | AME 3    | SPA 2  | FRA 3    | ITA 1    | CAT 1    | NED 1    | GER 2    | IND 5    | CZE 1    | GBR 1    | RSM 4    | ARA 4  | MAL 1    | AUS 3    | JPN Сход | VAL 14 |       | 3-й   | 302   |
| 2014 | Moto2 | Kalex     | QAT 14   | AME Сход | ARG 3  | SPA 6    | FRA 5    | ITA 2    | CAT Сход | NED 15   | GER 14   | IND 26   | CZE Сход | GBR 19   | RSM 15 | ARA 13   | JPN 15   | AUS 17   | MAL 11 | VAL 4 | 8-й   | 85    |
| 2015 | Moto2 | Kalex     | QAT Сход | AME 27   | ARG 11 | SPA 7    | FRA Сход | ITA 5    | CAT 5    | NED НС   | GER 17   | IND 16   | CZE 9    | GBR 17   | RSM 9  | ARA Сход | JPN Сход | AUS 6    | MAL 6  | VAL 6 | 13-й  | 80    |
| 2016 | Moto2 | Kalex     | QAT 2    | ARG 15   | AME 13 | SPA 9    | FRA 10   | ITA Сход | CAT НС   | NED —    | GER —    | AUT —    | CZE —    | GBR —    | RSM —  | ARA —    | JPN —    | AUS —    | MAL —  | VAL — | 19-й  | 37    |